# Queerowa Armia Insurekcji i Wyzwolenia

Flaga

Queerowa Armia Insurekcji i Wyzwolenia (TQILA) – formacja zbrojna będącą podjednostką Międzynarodowych Sił Partyzanckich Ludów Rewolucyjnych (IRPGF) utworzona 24 lipca 2017. Jednostka składała się z osób LGBT+ walczących w szeregach IRPGF, a jej oficjalną ideologię stanowił queer anarchizm.
Jej utworzenie zostało ogłoszone w Ar-Rakkce wraz z oświadczeniem wyjaśniającym cele jej powstania; systematyczne prześladowanie osób LGBT+ przez Islamskie Państwo w Iraku i Lewancie zostało podkreślone jako istotna motywacja do utworzenia grupy. TQILA jest najprawdopodobniej pierwszą jednostką LGBT, która walczyła z ISIS, i pierwszą grupą paramilitarną LGBT na Bliskim Wschodzie.

## Historia
Wraz z informacją o powstaniu zostało opublikowane zdjęcie, na którym partyzantki i partyzanci pozowali z banerem, na którym widniało hasło „Te pedały zabijają faszystów” i dwóch flag – jednej należącej do grupy oraz tęczowej flagi. Fotografia szybko stała się popularna w kilku zachodnich mediach, które zaskoczone powstaniem jednostki, szeroko nagłośniły wydarzenie.
Jednostka ta, podobnie jak reszta IRPGF, jest członkiem Międzynarodowego Batalionu Wolności. Na jednym ze zdjęć uwierzytelniających grupę znajduje się Heval Mahir, dowódca Międzynarodowego Batalionu Wolności, oraz członkowie marksistowsko-leninowskiej grupy partyzanckiej TKP/ML TİKKO, trzymający flagę LGBT.
Mimo iż TQILA była częścią IFB, kilka mediów błędnie donosiło, że oddział mógł być oficjalną jednostką Syryjskich Sił Demokratycznych, co spowodowało zamieszanie. Pod wpływem tej błędnej informacji Mustafa Bali – dyrektor medialny SDF zdementował plotkę o istnieniu takiego oddziału w ramach koalicji, ale nie zaprzeczył jego istnieniu w ramach Międzynarodowego Batalionu Wolności.